# Glinna Wielka
Glinna Wielka (niem. Glien See, Gliesee, Grosser Gliensee) – jezioro na Równinie Wełtyńskiej, położone w województwie zachodniopomorskim, w powiecie gryfińskim, w gminie Stare Czarnowo, na obszarze Szczecińskiego Parku Krajobrazowego "Puszcza Bukowa".

## Charakterystyka
Do jeziora wpływa strumień Wężówka (w przeszłości także Suchy Potok, obecnie jest to dopływ Słonecznego Potoku), uchodzi z niego jeden z dopływów Krzekny – Kanał Glinna.
Jezioro Glinna Wielka jest największym z jezior występujących na południowym obrzeżu Puszczy Bukowej. Na skutek procesu wypłycania się południowo-wschodnia zatoka wyodrębniła się od reszty jeziora, w związku z czym należy mówić o dwóch jeziorach: Glinnie Wielkiej i Glinnie Wąskiej.
Wyróżnia się pięć zatok: płn.-zach. Zatoka Wężówki albo Pieprzową, na której północnym krańcu znajduje się ujście Wężówki; na płn.-wsch. Zatoka Leniwa albo Gniła, tu uchodzi krótki ciek z jeziora Leniwego, na płd.-zach. Zatoka Krzekny, do której wpływa jeden z potoków uważany w niektórych starszych opracowaniach za potok źródłowy Krzekny i obok, najsłabiej zarysowana Zatoka Ujście, gdzie znajduje się wypływ Kanału Glinna; na płd.-wsch. część dawnej Zatoki Promna, która wąską i płytką cieśniną o długości ok. 300 m łączy się z jeziorem Glinna Wąska.
U nasady półwyspu rozdzielającego zatokę Leniwą i Promna grodzisko wczesnośredniowieczne.
Jezioro było proponowane do ochrony jako rezerwat przyrody dla zachowania roślinności wodnej, nawodnej i przybrzeżnej.
Powierzchnia lustra wody wynosi 75,6 ha., objętość obliczana jest na 6 238,7 tys. m³. W badaniach z 1997 wody jeziora zakwalifikowano do III klasy czystości oraz do II kategorii podatności na degradację.
Przy północno-zachodnim brzegu na polanie Łużec znajduje się krzyżówka szlaków turystycznych ( Szlak im. Stanisława Grońskiego i  Szlak PTTK „Wiercipięty”)